# Peperomia granulatifolia
Peperomia granulatifolia är en pepparväxtart som beskrevs av William Trelease. Peperomia granulatifolia ingår i släktet peperomior, och familjen pepparväxter. Inga underarter finns listade i Catalogue of Life.